# Nemoria sectifimbria
Nemoria sectifimbria là một loài bướm đêm trong họ Geometridae.